# 陳丹 (明朝)
陳丹（？—1647年11月12日（永曆元年十月癸未）），又名張安，贛州府會昌縣人、南明軍事人物。

## 生平
陳丹是畲族人，曾在隆武元年（1645年）十一月以張安之名跟隨羅榮出兵成為其最強一員。很快昌王朱由𣚅兵敗，他散屯建寧，知縣浦益光拒絕他；又帶著部隊歸附楊廷麟，得賜軍名「龍武新軍」，授都督僉事副總兵。他的部下都是山寇出身，支援湖西時依然掠奪人民，所過地方都變得殘破，曹志建彈劾他的軍隊毫無紀律，朝廷下詔不讓他入關。之後張安在吉安戰敗，聯合都督掛先鋒將軍印張琮、李源符到贛州，上疏請求恢復原名陳丹，和副總兵傅復領兵迎駕。隆武帝嘉獎他的忠誠，擢升帶領御營，命他和曹志建跟隨蘇觀生出贛州。同月，張家玉於許灣大勝，他和謝志良也在千金城戰勝，轉任參將，屯駐雩都。到次年（1646年）十月，謝志良連同他和蕭陞駐守新田平地山；永曆元年冬天三人和部下回到山寨，很快他和蕭陞被擒獲殺害。

## 引用
1. 1 2  錢海岳《南明史·卷三·本紀第三》：（永曆元年十月）癸未，……副總兵蕭陞、陳丹戰□□山寨，死之。
2. 1 2  錢海岳《南明史·卷四十九·列傳第二十五》：（隆武元年十一月，羅榮）已自分四營，以鍾、馮、范、林四人將，眾四萬，號稱十萬，結寨二十餘，其前左營張安最強。……（張）安，會昌人。故峒蠻，（朱）由𣚅兵敗，散屯建寧，知縣浦益光拒之。已與眾歸楊廷麟，賜其軍名龍武新軍，授都督僉事副總兵，而所部皆山寇，淫掠自如。命援湖西，所過殘破。曹志建劾其無紀，詔止入關。
3. ↑  錢海岳《南明史·卷四十九·列傳第二十五》：及戰潰於吉安，遂合都督挂先鋒將軍印張琮、李源符至贛，疏請復姓名陳丹，與副總兵傅復引兵迎駕。上嘉其忠，擢領御營，命與志建從蘇觀生出贛。……（同月，張）家玉捷許灣，（謝）志良、（張）安亦勝千金城，轉參將，屯雩都。……（隆武二年）十月，（謝志良）合（蕭）陞、安屯新田平地山。……（永曆元年冬，謝志良）與陞、安還山寨。尋陞、安被執死。